# Поветь
Пове́ть (повет, поветье, поветка, повить, павець) — нежилая пристройка к деревенскому дому (в основном на Русском Севере) сзади над хлевом, для хранения скотского корма, земледельческих орудий, дровней, телег и других хозяйственных принадлежностей, здесь же устраивают и клеть. В летние (тёплые) месяцы здесь устанавливают кровати для сна (преимущественно с пологом, чтобы не досаждал овод), так как в основной части дома, которая утеплена, (избе) летом спать очень жарко.
Под поветь на двор или на поветь (верх) ставят лишние телеги, бороны, сохи, а на лето сани, дровни. Поветь находится достаточно высоко над землёй, обычно на поветь ведут двухстворчатые ворота.
Иногда поветь означает чердак, сарай, сенник, крышу над двором (в бывших Вятской, Вологодской, Нижегородской и Тверской губерниях), крытый тёплый двор и навес.

## Поветь в литературе
- Клеть клетью, а поветь поветью — говорили в старину в России (на Руси), стремясь подчеркнуть надёжность сруба по сравнению с открытым навесом — поветью.
- Загадка: Полна поветка воробышков: сидят, не летят, почирикивают? — Ответ: каменка, что шипит при поддаче.

Обняв трубу, сверкает по повети

Зола зелёная из розовой печи.

Кого-то нет, и тонкогубый ветер

О ком-то шепчет, сгинувшем в ночи.
— С. Есенин

Вьются паутины с золотой повети.

Где-то мышь скребётся в затворенной клети…
— С. Есенин